# سلطان علی ذبیحی سلطان احمدی
سلطانعلی ذبیحی سلطان احمدی سیاست‌مدار ایرانی بود، که در  دوره بیست و یکم   بعنوان نماینده کازرون در مجلس شورای ملی حضور داشت.